# Pszów
Pszów là một thị trấn thuộc huyện Wodzisławski, tỉnh Śląskie ở nam Ba Lan. Thị trấn có diện tích 20 km². Đến ngày 1 tháng 1 năm 2011, dân số của thị trấn là 14041 người và mật độ 687 người/km².